# سيلتون بياي
سيلتون أنسوماني بياي (بالبرتغالية: Celton Ansumane Biai) (مواليد 13 أغسطس 2000) هو لاعب كرة قدم محترف يلعب كحارس مرمى لنادي فيتوريا دي غيماريش في الدوري البرتغالي الممتاز.